# Soracachi (gemeente)
Soracachi, vroeger Paria, is een gemeente (municipio) in de Boliviaanse provincie Cercado in het departement Oruro. De gemeente telt naar schatting 11.994 inwoners (2018). De hoofdplaats is Soracachi.

## Plaatsen
De volgende plaatzen zijn gelegen in de gemeente Soracachi:
- Soracachi 450 inw. – Jatita 450 inw. – Huayña Pasto Chico 430 inw. – Huayña Pasto Grande 413 inw. – Cala Cala 387 inw. – Sepulturas 341 inw. – Kkullkhu Pampa 270 inw. – Jachuma 220 inw. – Thola Pampa 127 inw. – Paria 106 inw. – Lequepalca 105 inw.